# Slaget vid Rzjev
Slaget vid Rzjev, väster om Moskva, 1942–1943, var ett slag under andra världskriget.
Det nämns knappt i de memoarer som den sovjetiske befälhavaren general Georgij Zjukov skrev. När slaget började uppmärksammas på 1990-talet påstods att uppemot en och en halv miljon sovjetiska soldater dödades. Enligt en sammanräkning av historikern Aleksej Isajev var dock antalet stupade 392 554 och antalet saknade 768 233. Tyska krigsveteraner som har intervjuats uttryckte sin fasa över hur de sovjetiska soldaterna medvetet verkade ha använts som "kanonmat". De sovjetiska soldaterna gav slaget vid Rzjev smeknamnet "köttkvarnen".
De sovjetiska uppoffringarna var omfattande, Stalin gav själv ordern att säkra bron i centrala Rzjev till vilket pris som helst, något tyskarna använde genom att skapa en "bubbla" utåt framför bron som ryssarna skulle fortsätta attackera tills tyskarna föll tillbaka till nästa försvarslinje och så vidare.
Slaget var särskilt blodigt för den röda armén som förlorade över 2,5 miljoner soldater i döda, försvunna, tillfångatagna och sårade. Den tyska sidan led också stora förluster, men betydligt färre än röda armén. Den sovjetiska krigsledningen var övertygad om att Armégrupp Mitt som befann sig runt Rzjev var det största militära hotet mot Sovjetunionen och detta anses vara motivet till de kontinuerliga och häftiga anfallen kring denna sektor.